# Zofia Banet-Fornalowa

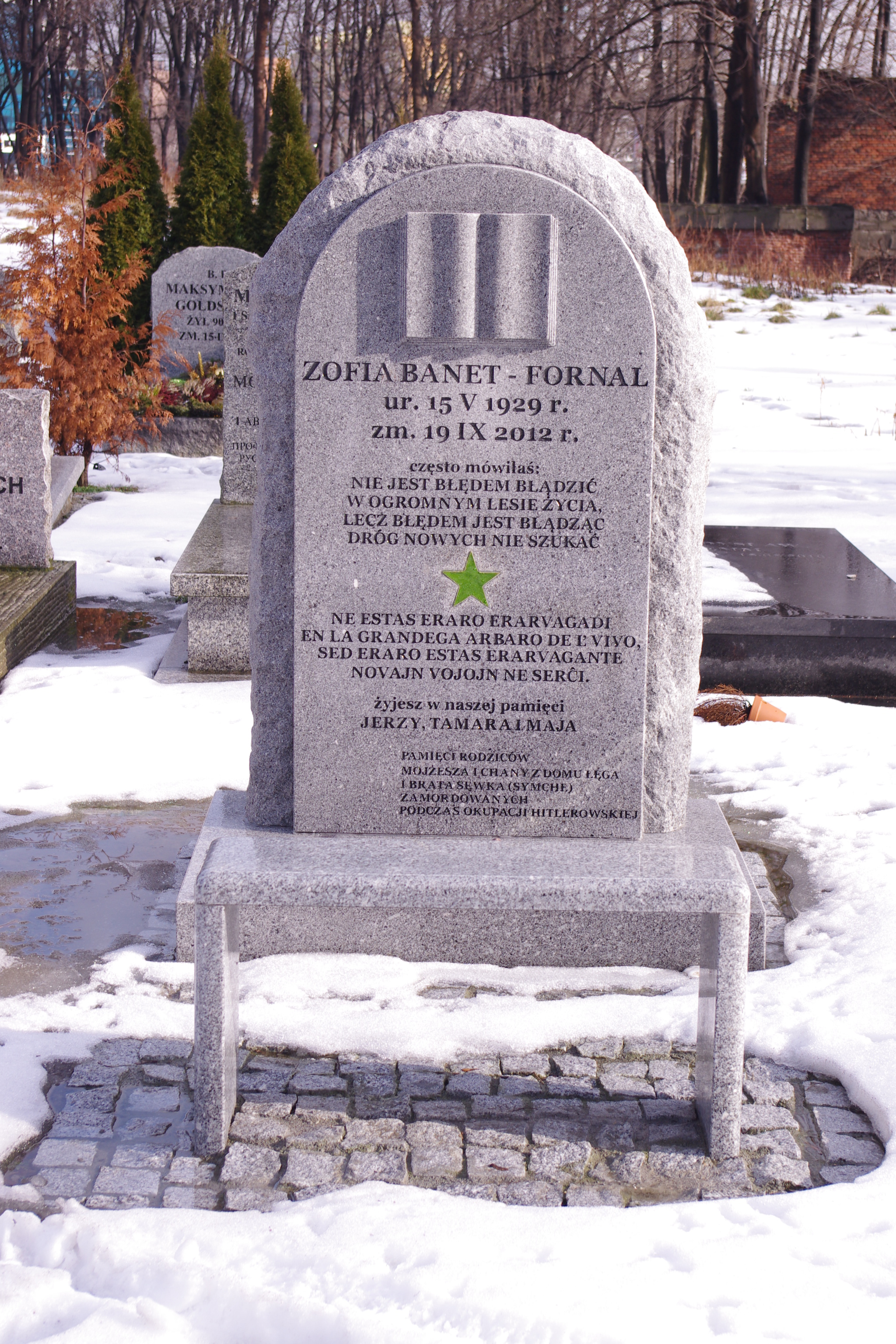
Grób esperantystki Zofii Banet-Fornalowej na Cmentarzu żydowskim przy ul. Okopowej w Warszawie

Zofia Banet-Fornalowa (ur. 15 maja 1929 w Warszawie, zm. 19 września 2012 w Krakowie) – polska historyk, esperantystka, publicystka i działaczka korczakowska, żona Jerzego Fornala.

## Życiorys
Urodziła się w rodzinie żydowskiej, jako córka Mojżesza Baneta i Chany z domu Łęga. W 1954 ukończyła studia na Wydziale Historycznym Uniwersytetu Warszawskiego. Następnie w latach 1954–1956 pracowała jako asystentka na Wydziale Historyczno-Filozoficznym Uniwersytetu Wrocławskiego. W latach 1957–1980 była nauczycielką języka polskiego i historii w liceach ogólnokształcących we Wrocławiu. W 1980 przeszła na emeryturę i przeprowadziła się do Warszawy.
Była działaczką Polskiego Związku Esperantystów. W 1979 zainicjowała w krajach skandynawskich (Szwecja, Dania, Norwegia, Finlandia) cykl wykładów w języku esperanto o życiu i dziele Janusza Korczaka. Prowadziła także wykłady w innych krajach, np. Wielkiej Brytanii, Holandii, Niemczech czy Japonii. Od 1982 współpracowała z teatrem Espero w Warszawie, którego założycielem był jej mąż. Współpracowała z redakcją Słowa Żydowskiego.
Była członkinią Towarzystwa Społeczno-Kulturalnego Żydów w Polsce, Stowarzyszenia Dzieci Holocaustu, Polskiego Towarzystwa im. Janusza Korczaka, Stowarzyszenia Żydowski Instytut Historyczny.
Zmarła w szpitalu w Krakowie. Została pochowana 23 września 2012 na cmentarzu żydowskim przy ulicy Okopowej w Warszawie.

## Publikacje
Zofia Banet-Fornalowa opublikowała kilka książek w języku esperanto:
- 2001: Antoni Grabowski - eminenta Esperanto-aganto
- 2000: La familio Zamenhof
- 1999: Historio de Esperanto - movado en Bjalistoko
- 1996: La jubileo
- 1993: Universalaj kongresoj kaj Esperanto-teatro. 1905-1992
- 1993: Skize pri Esperanto-teatro. 1887-1992
- 1993: Polaj aktoroj kaj Esperanto-teatro 1887-1992

## Odznaczenia
- Krzyż Oficerski Orderu Odrodzenia Polski
- 2003: Zasłużony Działacz Kultury